# Solomyansk (huyện)
Huyện Solomyansk (tiếng Ukraina: Солом'янський район, chuyển tự: Solomyansks'kyi raion) là một huyện của tỉnh Thành phố Kiev thuộc Ukraina. Huyện Solomyansk có diện tích 40 km², dân số theo điều tra dân số ngày 5 tháng 12 năm 2001 là 287.801 người với mật độ 7195 người/km². Trung tâm huyện nằm ở ?.